# سس

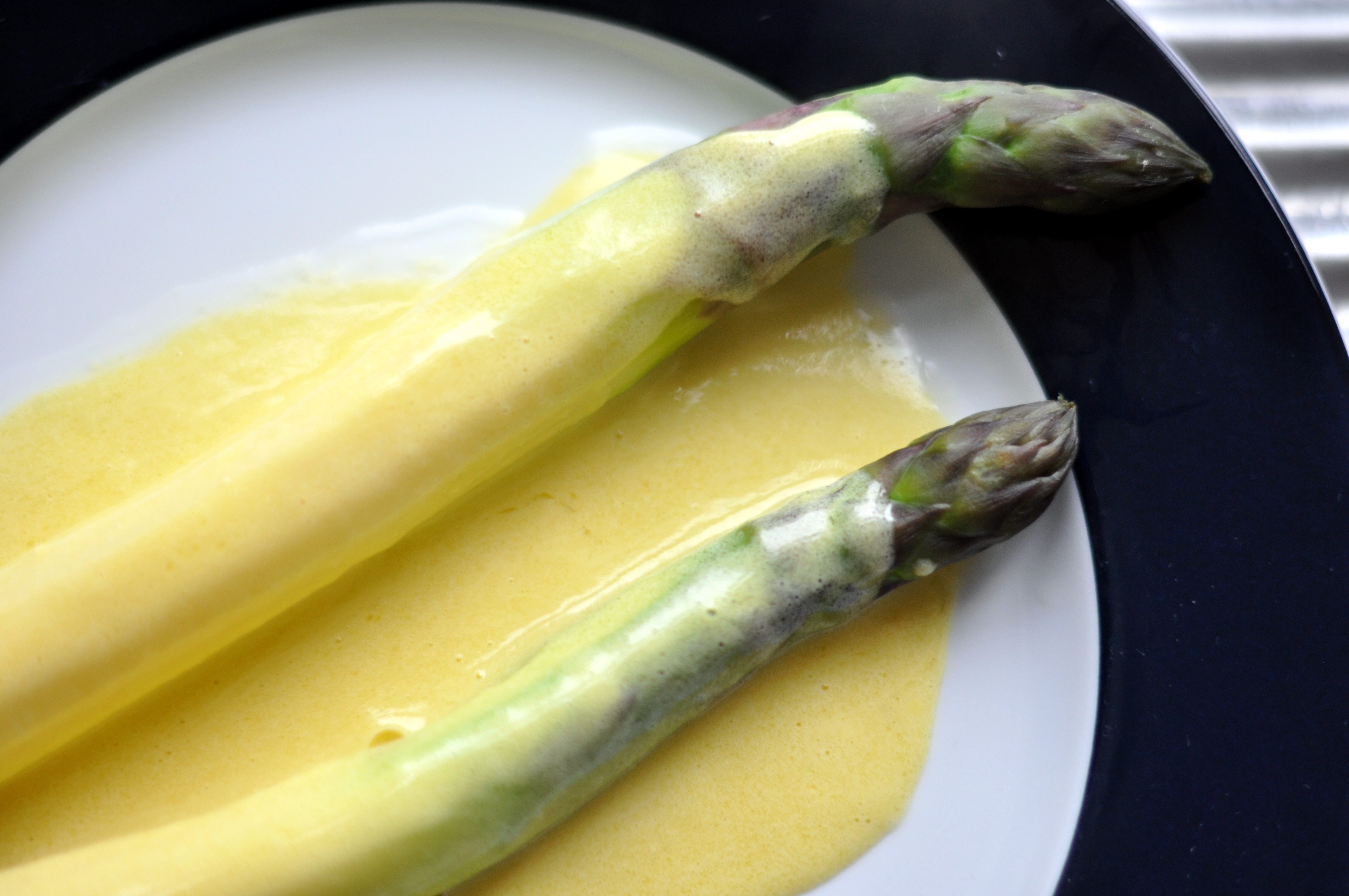
سس هالندیز بر روی مارچوبه

سُس، مایع غلیظی است که برای طعم و مزه‌دادن به انواع غذاها یا جذاب‌تر به نظر آمدن آن‌ها به کار می‌رود. برای مزه‌دارتر کردن غذا چاشنی‌های گوناگونی بکار می‌رود که سس‌ها جزئی از آن‌ها هستند. سس یک وامواژه لاتین در زبان فارسی است.

## سس در تهیه غذاهای فرانسوی
سس‌ها نقش مهمی در تهیه غذاهای فرانسوی دارند. سس‌های فرانسوی را با استفاده از نشاسته یا روو (آردی که در کره تفت داده شده‌است) غلیظ می‌کنند. پنج سس مادر یا اصلی در  آشپزی کلاسیک فرانسوی عبارتند از:
- سس بشامل: اساس آن را آرد و شیر تشکیل می‌دهد.
- سس ولوته: اساس آن را گوشت ماهی یا مرغ و کره تشکیل می‌دهد
- سس هالندیز: اساس آن را زرده تخم مرغ و کره تشکیل می‌دهد
- سس گوجه فرنگی: اساس آن را گوجه فرنگی تشکیل می‌دهد.
- سس اسپانیول: اساس آن را پوره گوجه فرنگی و سبزیجات تشکیل می‌دهد

## سس در تهیه غذاهای دیگر کشورهای دنیا
سس‌ها در دیگر کشورها هم نقش مهمی دارند:
در کشور انگلستان، سس گوشت نوعی سس سنتی محسوب می‌شود که معمولاً همراه با گوشت کباب شده مصرف می‌شود. مواد تشکیل دهنده آن، سیب زمینی، گوشت و سبزیجات پخته‌است.
سس سیب و سس نعنا هم همراه با گوشت مصرف می‌شوند. کرم سالاد با انواع سالاد سرو می‌شود. سس کچاپ و سس قهوه‌ای، بیشتر با غذاهایی که سریع حاضر می‌شوند به کار می‌رود. خردل، با هر نوع غذایی به عنوان چاشنی استفاده می‌شود. کاسترد هم نوعی سس شیرین است که معمولاً همراه دسرها مصرف می‌شود.
مردم آسیا از انواع دیگری سس استفاده می‌کنند:
در چین، سس‌ها را از دانه سویا یا لوبیا سیاه تخمیر شده همراه با انواع روغن‌های تند، تهیه می‌کنند. مردم آسیای جنوب شرقی مثل تایلند و ویتنام، از سس‌هایی استفاده می‌کنند که در تهیه آن‌ها ماهی تخمیر شده به کار رفته‌است.
معمولاً سس‌های آسیایی غلیظ نیستند؛ چون در تهیه آن‌ها از عوامل غلیظ‌کننده مثل آرد یا کره استفاده نمی‌شود. تنها زمانی که مواد غلیظ‌کننده‌ای همچون نشاسته ذرت یا گیاه نشاسته در آخرین مرحله تهیه سس، به آن‌ها اضافه شود غلیظ می‌شوند.

## سس‌های مادر[۱]
تمامی سس‌های موجود و طرز تهیه آنها از ۴ سس مادر تشکیل شده‌اند که نام آنها رو در زیر مشاهده می‌کنید
- سس بشامل یا Bechamelle
- سس گوجه فرنگی یا Classic Tomato Sauce
- سس اسپانیایی یا Espagnole Sauce
- سس هلندی یا Hollandaise Sauce

## تنوع سس‌ها
سس‌هایی وجود دارند که ماده اصلی آنها، گوجه فرنگی است (کچاپ، سس گوجه فرنگی) یا از برخی دیگر از انواع سبزیجات به علاوه ادویه جات استفاده می‌شود. البته توجه داشته باشید که سس کچاپ را به غیر از گوجه فرنگی، می‌توان از انواع سبزی و میوه هم تهیه نمود. برخی سس‌ها را هم از میوه پخته تهیه می‌کنند که معمولاً پوست و بافت الیافی میوه را برداشته و میوه را شیرین و یکنواخت می‌کنند. این سس‌ها از جمله سس سیب، با غذاهای خاص و همچنین با انواع دسرها به کار برده می‌شوند.

## انواع سس‌ها

### سس‌های سفید
- سس قارچ
- سس لطیف
- سس برنز
- سس بادام
- سس ماست
- سس طحینه (سس ارده)

### سس‌های قهوه‌ای
- سس رابرت
- سس آفریقایی
- سس بردلیز

### سس‌هایی که چربی آن‌ها محلول است
- سس سالاد که به اشتباه آن را مایونز می‌نامند

### سس‌های کره‌ای
- سس کره‌ای سفید (سس بور بلان یا سس بیوربلنک)
- سس برنیز

### سس‌های شیرین
- سس شکلات
- سس کاسترد
- سس رزبری
- سس بلوری

### سس‌های تند
- سس تند
- سس سالسا
- سس کاری
- سس سمبال
- سس فلفل
- سس گواکامولی

### سس‌های آسیایی
- سس آلو
- سس ماهی
- سس صدف
- سس سویا
- سس ملس (ترش و شیرین)

## دیگر انواع سس
- سس تنوری
- سس مهیاوه
- سس ووسترشر
- سس تارتار
- سس بادام زمینی
- سس گوجه فرنگی
- سس کچاپ
- سس نان
- سس هزارجزیره
- سس رنچ
- سس فرانسوی
- سس سزار
- سس باربکیو

پوره سیب را گاهی سس سیب هم نامیده‌اند.